# Carol Thatcher
Carol Jane Thatcher (geboren am 15. August 1953) ist eine britische Journalistin und Autorin. Ihre Mutter war Margaret Thatcher und ihr Vater Denis Thatcher.
Zu ihren Veröffentlichungen gehören zwei Biografien über ihre Eltern und eine selbstproduzierte Dokumentation über ihren Vater.

## Früheres Leben
Am 15. August 1953 wurden sie und ihr Zwillingsbruder Mark in Hammersmith, London per Kaiserschnitt geboren.
Im Jahr 1960 wurde Thatcher auf die Queenswood Schule, ein Mädcheninternat in der Nähe von Hatfield, Hertfordshire geschickt. Danach besuchte sie die St Paul’s Mädchen Schule und machte später ihren Abschluss in Rechtswissenschaften an der University College, London. Nach ihrem Abschluss zog sie nach Australien und begann ihre Karriere im Journalismus.

## Journalismuskarriere
Thatcher bekam  einen Job bei der Zeitung The Sydney Morning Herald, dort blieb sie von 1977 bis 1979. Danach wurde sie Fernsehmoderatorin bei Channel Seven und Reporterin bei der Morgenshow 11AM. Zurück in Großbritannien arbeitete sie für LBC, BBC-Radio 4 und TV-am.  Sie schrieb Reiseartikel für The Daily Telegraph.
Ihr erstes Buch wurde 1983 veröffentlicht und handelte von ihrer Mutter Diary of an Election: with Margaret Thatcher on the campaign trail. Ihr zweites Buch, Lloyd on Lloyd, war eine Kollaboration und handelte von der Tennisspielerin Chris Evert Lloyd und ihrem damaligen Ehemann John Lloyd. Das 3 Jahre später veröffentlichte Buch wurde schnell zu einem Bestseller.
Über ihren Vater Denis Thatcher veröffentlichte sie sowohl eine Biografie als auch eine Dokumentation. Die 1996 veröffentlichte Biografie Below the Parapet wurde ebenfalls zu einem Bestseller. Mit Channel 4 produzierte sie 2003 Married to Maggie, die Dokumentation mit dem einzigen öffentlichen Interview ihres Vaters.

## Reality Show
Im November 2005 war Thatcher ein Teil der britischen TV-Serie I’m a Celebrity… Get Me Out of Here! welche mit der Deutschen Serie Ich bin ein Star holt mich hier raus gleichzusetzen ist. In beiden Formaten verbringen die Teilnehmer eine Woche im australischen Dschungel, wo sie mit wenig Essen unter den einfachsten Lebensbedingungen leben müssen. Thatcher wurde Siegerin der fünften Staffel und die zweite Königin des Dschungels.

## Bibliografie
- (1983) Diary of an Election: With Margaret Thatcher on the Campaign Trail ISBN 978-0-283-99068-7
- (1986) Lloyd on Lloyd ISBN 978-0-8253-0374-6
- (1996) Below the Parapet: The Biography of Denis Thatcher ISBN 978-0-00-255605-7
- (2008) Swim on Part in the Goldfish Bowl: A Memoir ISBN 978-0-7553-1706-6

## Persönliches Leben
Carol hatte eine Beziehung mit Jonathan Aitken, die 1979 endete.
1992 zog sie nach Klosters. Dort lernte sie Marco Grass kennen. Die beiden leben zusammen in Klosters-Serneus, Schweiz.